# 藤井麻輝
藤井 麻輝（ふじい まき、1965年8月17日 - ）は、日本のミュージシャン、キーボーディスト、ギタリスト、音楽プロデューサー。本名は藤巻靖人（ふじまきやすと）。
長野県飯山市出身。身長178cm。血液型はB型。
SOFT BALLETの元メンバー。SUILEN、SCHAFT、minus(-)のメンバー。
濱田マリは元妻。

## 経歴

### 来歴
長野県飯山市の医師の家庭に生まれ育つ。父は開業医で「藤巻医院」を経営していた。
幼少期にピアノを習っていたが、恥ずかしくて途中で辞めたと述べている。他には剣道も習っていたという。
高校時代、冨田勲の『展覧会の絵』に感銘を受け、音楽、シンセサイザーに目覚める。スロッビング・グリッスルなどのようなインダストリアルやノイズミュージックに傾倒した。当時は化粧をして高校に登校していた。
父親が医師であったことから藤井も医大を志望するが、第一志望の慶応大学医学部に不合格となる。高校卒業後に上京し、東京の予備校に通う。この時期に新宿のディスコ「ツバキハウス」にて森岡賢、遠藤遼一と出会う。後に森岡が制作したデモテープを電話越しに聴いたことで、彼との本格的な交流が始まる。
同時期、"TEMPLE OF CULT"などのインディーズバンドに参加。一方で雑誌『JUNE』でのモデル活動も行った。なお森岡と遠藤も同誌のモデル経験者で、遠藤とはグラビア上でも共演している。

### SOFT BALLET結成
1985年、遠藤、森岡らと共にSOFT BALLETの前身バンドである"VOLAJU（ヴォラージュ）"を結成。当時、東北大学医学部へと進学していたものの、同バンドとの二足わらじ生活が困難となり、医師への道を断念している。SOFT BALLET活動時は実家の病院にポスターが貼ってあったと藤井は証言している。。
1987年に"SOFT BALLET"へと改名。
1989年9月25日、SOFT BALLETのメンバーとしてアルバム『EARTH BORN』とシングル『BODY TO BODY』でメジャー・デビュー。
前述の音楽嗜好から、SOFT BALLETにおいてもインタストリアルなどを取り入れたヘヴィかつノイジーな側面を担った。1990年、本人の趣向から離れた構成に挑戦すべく、3rdシングル『Escape-Rebuild』をストレートなポップソングとしてリリースする。しかし大きな商業的反響は得られず、藤井本人は後年、同シングルについて後悔する旨を語っている。以降はポップさを抑え、森岡とは対照的な音楽性を志向するようになる。
1991年、BUCK-TICK・今井寿とのユニット"SCHAFT"を結成。コンピレーション・アルバム『DANCE 2 NOISE 001』に「nicht-titel」で参加した。
1994年にはSCHAFTを本格始動。1stアルバム『SWITCHBLADE』をリリースした。ゲストボーカルにPIGのレイモンド・ワッツを迎えた他、THE MAD CAPSULE MARKETSのTAKESHI UEDAとMOTOKATSUが参加した。このアルバムを引っさげてツアーも行っている。
1995年4月、6thアルバム『FORM』のツアー初日にSOFT BALLETの終了を宣言。ツアーファイナルとなった7月23日の渋谷公会堂でのライブを以って、SOFT BALLETの活動を終了。

### 終了後
1995年11月にリリースされた濱田マリのソロアルバム『フツーの人』に編曲で参加。
1996年、ソロ・プロジェクト"MAKI FUJII ASSEMBLED"の他、ソロユニットである"She-Shell"を始動させる。同年、ジャパンのトリビュート・アルバム『ライフ・イン・トウキョウ・JAPAN・トリビュート・アルバム』に2曲参加する。うち1曲は河村隆一との共演、もう1曲は渡真利愛と"TORRID"名義での参加。
1996年12月27日、濱田マリと結婚。馴れ初めは後述。翌1997年にも濱田のアルバム『編む女』に参加している。
1999年、zilchのリミックス・アルバム『BasTardEYES』にSCHAFTで参加。
2000年には、バンド"epidemic"のプロデュースを担当。
2001年、芍薬と共にzilchのアルバム『SKYJIN』に参加。

### SOFT BALLET再始動
2002年8月17日と18日、『サマーソニック 2002』に出演し、7年ぶりにSOFT BALLETを再始動させる。再始動に対し、藤井は最後まで難色を示したとされる。詳細は後述。
2枚のアルバムと2枚のシングルをリリースした後、翌2003年12月17日、ツアー『大団円』の渋谷公会堂でのライブを以って、再びSOFT BALLETの活動を終了。

### 再終了後
2004年、芍薬とのユニット"SUILEN"を始動させ、2010年まで同ユニットを中心に活動した。

同年、櫻井敦司のソロシングル「胎児/SMELL」および、7月21日と22日に開催された櫻井のソロライブ『-EXPLOSION- 愛の惑星 Live 2004』にもサポートミュージシャンとして参加した。
2005年から2006年には、YOW-ROW、TORUxxxとユニット"D.N.P.A."を結成し、ライブ活動を行った。
2011年から数年間、音楽活動を休止。同時期には関係者との連絡も一切絶っていた。詳細は後述。
2014年、森岡賢とユニット"minus(-)"を結成し、音楽活動を再開。minus(-)のライヴでは、作曲者がそれぞれボーカルを執る形態にて活動する。
2015年、約21年ぶりにSCHAFTを本格再始動。2016年には新譜リリースとツアーを行った。
同年6月3日、森岡賢が心不全により急逝する。これにより実質上ソロ・プロジェクトとなり、同年に出演したJ（LUNA SEA）主催のイベント以降は、森岡の楽曲も藤井がボーカルを担当することとなった。
2017年、minus(-)と、YOW-ROWと藤井のユニット"Jugendgedenken"の対バン形式で、2016年に中止になったツアー先を回る。自身のTwitterでは、夏以降にもツアーがあると述べている。
2022年2月5日、自身最後のライブと銘打った『麻輝/棘』をLINE CUBE SHIBUYAにて開催した。

## 人物
- 「ライヴ嫌い」を公言している。SOFT BALLET時代はステージを縦横無尽に動き回る森岡とは対照的に、ほぼ直立不動の状態だった。「ステージ用の打ち込みを終えた時点で、自分の中でライブは終わる」とのこと。また、かつてはライヴで地方に行くことについても抵抗があったらしく、これもライヴ嫌いの遠因となっていた。SOFT BALLT時代後期はガスマスクで顔を隠したり、再結成後も素顔がわからないほどのメイクを施してステージに出るなどしていた。
- 自他共に厳しい性格として知られる。ライブ会場の控室でスタッフを蹴った光景を今井寿と樋口豊に目撃されたことがある[2]。またSOFT BALLET時代は生活習慣がルーズな森岡への説教役となり、遅刻の多さや締切を守らないことに激怒し、手が出ることもしばしばあった[3]。
- かつて『ROCKIN'ON JAPAN』のインタビューで「ゴムを噛む」「歯医者で詰めた綿の匂いを嗅ぐ」などと発言した。これによるパブリックイメージを本人は後に後悔している旨を述べていた[要出典]。
- 『ROCKIN'ON JAPAN』の投稿欄に「本人だ!」と投稿し、採用されたことがある。編集部は当時の所属事務所を通し、確認した上での掲載となった。
- 元妻である濱田マリとの馴れ初めは、藤井が濱田の大ファンだったことがきっかけである。
  - 雑誌記者のコネを使い、1993年に『ROCKIN'ON JAPAN』での対談や、遠藤がパーソナリティーを務めていたラジオ番組『遠藤遼一 Radio Trancy』での共演、翌1994年にも『音楽と人[注 5]』での対談を果たす。
  - 1995年には濱田のソロアルバム『フツーの人』にも編曲で参加した。やがて濱田曰く、自宅に自転車で乗り付けるといった藤井の「ストーカー同然」のアプローチにより「結婚を考えた男性との失恋直後の隙をつかれて」親密な関係となり[要出典]、1996年12月27日に結婚。家を購入した際、表札を二つにするのはかっこ悪いと思ったことが入籍のきっかけとなったという。1999年には長女をもうけるも2005年に離婚した。
- 2000年代に入ってから浮上する様になったSOFT BALLET再始動の構想に対して最後まで抵抗したとされる。藤井の中でSOFT BALLETは既に「終わったバンド」でしかなく、今更やる理由が見つからないというのが主な理由だった。最終的には「かつてのSOFT BALLETを徹底的に潰す」という決意の元、再始動へ至った。
  - 一方で、2009年にベストアルバムとしてリリースされたボックスセット『INDEX - SOFT BALLET 89/95』のブックレット内インタビューではSOFT BALLETの解散を否定していた。

### 2011年以降の失踪
前述のように2011年以降の数年間、音信不通状態となる。
事の真相は、東日本大震災を受け「今やるべきなのは音楽ではない」と考え、その後は建築関係の仕事に就いていた。当初は被災地である福島第一原子力発電所に作業員として出向くことも考慮したという。下働きからのスタートだったが、最終的には日雇いの作業員に指示を出す地位まで出世した。この時期は関係者からの連絡を一切絶っており、死亡説、失踪説も流れた。
2年半、建築業界で働いた後、2013年に退職。その後、5ヶ月間ほど山のある地域へ赴いて放浪生活を送った。
翌2014年、『音楽と人』の編集長である金光裕史の働きかけもあり、森岡賢とユニット"minus(-)"を結成する運びとなる。

## 作品
SOFT BALLET、SCHAFT、She-Shell、睡蓮、minus(-)の作品は各項目を参照。

### ソロ
| 発売日    | 名義                 | タイトル              | 形態                 |
| --------- | -------------------- | --------------------- | -------------------- |
| 1996年3月 | MAKI FUJII ASSEMBLED | DEVIATION FROM SYSTEM | リミックス・アルバム |

### 外部参加
- 市川哲史監修 JAPANトリビュート・アルバム『LIFE IN TOKYO～a tribute to JAPAN』（1996年9月4日、BMGビクター、BVCR-764）
  - Ain't That Peculier（藤井麻輝/RYUICHI名義）
  - Nightporter（TORRID名義）
- zilch『BasTardEYES』（1999年、cutting edge、CTCR-17050）
  - Superschaftrack (Schaft Remix)[注 6]
- BUCK-TICK『PARADE III 〜RESPECTIVE TRACKS OF BUCK-TICK〜』（2020年、Getting Better、VICL-70243）
  - 形而上 流星（"minus(-) featuring 藤川千愛"として参加）

## レコーディング参加
- 古代祐三『The Scheme』（1989年、アルファレコード、25A2-8）

THOUSAND EYES、PERPETUAL DARK（編曲）
- Nav Katze
  - 無邪気な絆(featuring Maki's noises)[6]（シンセサイザー）：コンピレーション・アルバム『DANCE 2 NOISE 003』収録（1992年、Invitation、VICL-319）
  - CRAZY DREAM[6][7]（シンセサイザー）：アルバム『OUT』（1994年、Invitation、VICL-2129）
- 濱田マリ『フツーの人』（1995年、キューンミュージック、KSC2 135）
  - 夜明けの背中、透き夜、天国を仰ぐ島（編曲）
- 河村隆一『Cranberry Soda』（1997年、gai RECORDS、VICL-60049）
  - TWINKLE、RED（編曲）
- 濱田マリ『編む女』（1997年、ポリスター、PSCR-5648）
  - 214（濱田マリと共作曲・編曲）
  - アイレ可愛や（Autechereと共編曲）
  - Lucky Charm（James Towningと共編曲）
  - It's My Love(r)（編曲）
- zilch『SKYJIN』（2001年、cutting edge、CTCR-17071）
  - SILHOUETTES & CIGARETTES[注 7]
- PIERROT『PSYCHEDELIC LOVER』（2002年、ユニバーサル、UPCH-5115）
  - SUPER STRING THEORY(10th demension mix)（編曲）
- 櫻井敦司『胎児/SMELL』（2004年、ビクターエンタテインメント、VICL-35691）
  - 雨音はショパンの調べ-I LIKE CHOPIN- （編曲）
- キリト『DECIDE』（2006年、avex entertainment、AVCD-30983）
  - PAST、カンナビス、Sea （KIRITOと共編曲）
- acid android
  - ミニアルバム『code』（2010年、track on drugs records、TODR-003）：「a moon tonight:1.22」（シンセサイザー）
  - ボックス『alcove / #1』（2011年、track on drugs records、TODR-008〜012）：「irritation - maki fujii remix」（リミックス）
- BUCK-TICK『アトム 未来派 No.9』（2016年、Lingua Sounda/JVCケンウッド・ビクターエンタテインメント、VICL-64629）
  - 愛の葬列（マニピュレート、共編曲）

### プロデュース
- epidemic
  - シングル『奇蹟の城』（2000年2月17日、ポニーキャニオン、PCCA-1409）
  - アルバム『Eocytes』（2000年6月21日、ポニーキャニオン、PCCA-80001）
- Lillies and Remains
  - アルバム『Romanticism』（2014年11月12日、Fifty One Records、FIFO-0030）
  - シングル『Greatest View』[8]（2021年5月14日、Fifty One Records）
  - シングル『Falling』[8]（2021年6月11日、Fifty One Records）